# INDI
INDI was een digitaal televisieplatform in Vlaanderen dat aangeboden werd door Interkabel Vlaanderen, dat overgenomen is door Telenet.

## Aanbod
Het aanbod bestond uit:
- 35 analoge zenders in het basispakket;
- 22 extra digitale bonuszenders;
- 48 betaalzenders onderverdeeld in verschillende pakketten.

## Nieuwe decoder
Op 10 april 2007 bracht INDI een nieuwe interactieve decoder uit en vanaf mei een recorder (met een harde schijf) op de markt, de INDI HD Recorder. Met deze decoder kon de klant genieten van interactieve televisie. De INDI-klant kon geen gebruik maken van diensten als 'Net Gemist' (VRT) en 'iWatch' (VMMa). Dit had alles te maken met een dispuut tussen Telenet en INDI, dat uiteindelijk uitmondde in een overname van INDI door Telenet. Zelfs na de overname weigerde Telenet de INDI-boxen interactief te maken. INDI-gebruikers die interactiviteit wensten, moesten overschakelen naar Telenet Digital TV.
De INDI HD Recorder met een 250 gigabyte grote harde schijf kan 50 uur aan tv-programma's in HD opnemen.
INDI begon als eerste in Vlaanderen met High Definition TV. Kijkers kunnen er programma's van VTM, EXQI, HD1, National Geographic HD, TMF Live HD, ARTE HD, Brava HD, Discovery HD en Kinepolis TV in haarscherpe kwaliteit volgen.
Met deze nieuwigheden hoopte INDI tegen eind 2007 100.000 klanten te overtuigen van zijn digitale product.

## Overname door Telenet
Eind november 2007 maakte Telenet bekend de televisieactiviteiten van Interkabel en daarmee ook INDI over te nemen. Dit stuitte op tegenstand, omdat Telenet dan in heel Vlaanderen het monopolie zou krijgen over analoge kabeltelevisie. Ook Belgacom gaf aan geïnteresseerd te zijn. Op 28 juni werd bekend dat Telenet alsnog een definitief akkoord had gesloten met de aandeelhouders. Het overnamebod werd verhoogd tot 427 miljoen euro en hiermee 7 miljoen hoger dan dat van Belgacom. In 2008 werd een overeenkomst gesloten waarin werd vastgesteld dat Telenet de opvolgende 38 jaar zou instaan voor alle exploitatie- en investeringskosten. In ruil daarvoor verwierf deze alle gebruiksrechten op het netwerk van Interkabel. Na de formele goedkeuring door vergadering van de intercommunales zullen de klanten overgaan naar Telenet.
Op 1 oktober 2008 rondde Telenet en de intercommunales de overname af. Vanaf 15 oktober 2008 werd Telenet Digital TV ook verkrijgbaar in INDI-gebied. Niet alle pakketten en functies waren meteen beschikbaar vanaf de lanceringsdatum. Het was nog wachten tot eind 2008 voor dat wel het geval was. INDI-klanten die niet overschakelden naar Telenet Digital TV konden geen gebruik maken van interactiviteit. De verdere toekomst voor INDI is onzeker. Telenet laat het INDI platform voorlopig naast het eigen product bestaan maar voorziet wel in een uitdoofscenario op lange termijn.
Een aantal zenders van het INDI-pakket kon vanaf het begin ook bekeken worden zonder een decoder van INDI zelf. Telenet besloot echter om vanaf 4 mei 2009 dit te reduceren tot slechts een beperkt aantal zenders. De zenders die geëncrypteerd werden zijn 2BE, ARD, BBC1, BBC2, BBC Prime, Ert World, Exqi Culture, France2, Jim Tv, La Deux, La Une, Life Tv, Mtv/Nickelodeon, Ned1, Ned2, Ned3, Prosieben, ROB, RTL Tvi, TF1, S TV, TMF, TMF Dance, 5TV, VT4, VTM, Vitaliteit, VTM HD, WDR en ZDF. Het lijstje van on-geëncrypteerde zenders werd beperkt tot Eén, Eén HD, Canvas, Canvas HD, Ketnet/Op12, Eén+, Ketnet/Canvas+, ActuaTV en TV5Monde.

## Concurrentie
INDI concurreerde met Belgacom TV en TV Vlaanderen.